# Lijst van rijksmonumenten in Steenwijkerland
De gemeente Steenwijkerland telt 281 inschrijvingen in het rijksmonumentenregister, hieronder een overzicht.

## Belt-Schutsloot
De plaats Belt-Schutsloot telt 1 inschrijving in het rijksmonumentenregister.
| Object | Oorspronkelijke functie? | Bouwjaar | Architect | Locatie          | Coördinaten?               | Nr.?  | Afbeelding        |
| --- | ------------------------ | -------- | --------- | ---------------- | -------------------------- | ----- | ----------------- |
| Boerderij Havezathe de Belt. Een interessant gebouw op oudere grondslagen, dat volgens overlevering de plaats inneemt van een vroegere havezathe | Boerderij                | 18e eeuw |           | Havezatherweg 15 | 52° 40' 5" NB, 6° 3' 9" OL | 10587 | Meer afbeeldingen |

## Blankenham
De plaats Blankenham telt 1 inschrijving in het rijksmonumentenregister.
| Object                    | Oorspronkelijke functie? | Bouwjaar              | Architect                            | Locatie     | Coördinaten?                  | Nr.?   | Afbeelding        |
| ------------------------- | ------------------------ | --------------------- | ------------------------------------ | ----------- | ----------------------------- | ------ | ----------------- |
| Nederlands Hervormde kerk | Kerk en kerkonderdeel    | 1893 1990-'91 (rest.) | W. Duiks de Jong W. Wijma (1990-'91) | Kerkbuurt 9 | 52° 45' 56" NB, 5° 53' 52" OL | 387546 | Meer afbeeldingen |

## Blokzijl
De plaats Blokzijl telt 58 inschrijvingen in het rijksmonumentenregister. Zie Lijst van rijksmonumenten in Blokzijl voor een overzicht.

## De Bult
De plaats De Bult telt 3 inschrijvingen in het rijksmonumentenregister.
| Object              | Oorspronkelijke functie? | Bouwjaar | Architect | Locatie       | Coördinaten?                 | Nr.?   | Afbeelding  |
| ------------------- | ------------------------ | -------- | --------- | ------------- | ---------------------------- | ------ | ----------- |
| De Bult: huis       | Kasteel, buitenplaats    | 1798     |           | Bultweg 7     | 52° 48' 47" NB, 6° 7' 44" OL | 517456 | Upload foto |
| De Bult: parkaanleg | Tuin, park en plantsoen  | ca. 1800 |           | Bultweg bij 7 | 52° 48' 47" NB, 6° 7' 44" OL | 517457 | Upload foto |
| De Bult: tuinmuur   | Tuin, park en plantsoen  | ca. 1800 |           | Bultweg bij 7 | 52° 48' 44" NB, 6° 7' 44" OL | 517458 | Upload foto |

## Dwarsgracht
De plaats Dwarsgracht telt 4 inschrijvingen in het rijksmonumentenregister.
| Object | Oorspronkelijke functie? | Bouwjaar  | Architect | Locatie        | Coördinaten?                | Nr.?  | Afbeelding        |
| --- | ------------------------ | --------- | --------- | -------------- | --------------------------- | ----- | ----------------- |
| Boerderijtje. Woongedeelte dwars gebouwd met rieten schilddak waarin dakkapel ; bedrijfsgedeelte gedekt met rieten schilddak. Zesruitsschuifvensters, deur met bovenlicht waarin ornament                      | Boerderij                |           |           | Dwarsgracht 27 | 52° 43' 31" NB, 6° 2' 7" OL | 10507 | Meer afbeeldingen |
| Boerderijtje, onder rieten schilddak. Zesruitsschuiframen. Bedrijfsgedeelte gedeeltelijk met houten wanden | Boerderij                |           |           | Dwarsgracht 33 | 52° 43' 33" NB, 6° 2' 5" OL | 10508 | Meer afbeeldingen |
| Boerderijtje, woongedeelte dwars gebouw met rieten schilddak waarin dakkapel. Zesruitsschuiframen. Bedrijfsgedeelte gedekt met rieten schilddak                                                                | Boerderij                |           |           | Dwarsgracht 41 | 52° 43' 38" NB, 6° 2' 2" OL | 10509 | Meer afbeeldingen |
| Boerderij, van een voor de streek kenmerkend type. Het woonhuis heeft een rieten wolfdak, houten voorschotten, vensters met zesruitsramen en luiken. De daarachter gelegen stal heeft een hoog rieten zadeldak | Boerderij                | 1800-1850 |           | Dwarsgracht 40 | 52° 43' 33" NB, 6° 2' 7" OL | 10510 | Meer afbeeldingen |

## Eesveen
De plaats Eesveen telt 13 inschrijvingen in het rijksmonumentenregister.
| Object                                      | Oorspronkelijke functie?  | Bouwjaar                    | Architect | Locatie              | Coördinaten?                 | Nr.?   | Afbeelding                                  |
| ------------------------------------------- | ------------------------- | --------------------------- | --------- | -------------------- | ---------------------------- | ------ | ------------------------------------------- |
| Terrein waarin twee grafheuvels             | Archeologisch monument    | Laat-Neolithicum            |           |                      | 52° 50' 40" NB, 6° 7' 45" OL | 46047  | Upload foto                                 |
| Terrein waarin grafheuvel                   | Archeologisch monument    | Neolithicum en/of Bronstijd |           |                      | 52° 50' 11" NB, 6° 7' 18" OL | 46048  | Upload foto                                 |
| Terrein waarin grafheuvel                   | Archeologisch monument    | Laat-Neolithicum            |           |                      | 52° 49' 41" NB, 6° 6' 36" OL | 46049  | Upload foto                                 |
| Terrein waarin zes grafheuvels              | Archeologisch monument    | Neolithicum en/of Bronstijd |           |                      | 52° 49' 30" NB, 6° 6' 10" OL | 46050  | Terrein waarin zes grafheuvels              |
| Eese: hoofdgebouw                           | Kasteel, buitenplaats     | 1619                        |           | Eese 2A              | 52° 50' 9" NB, 6° 6' 44" OL  | 529173 | Eese: hoofdgebouw                           |
| Eese: historische tuin en parkaanleg        | Tuin, park en plantsoen   |                             |           | Eese bij 2A          | 52° 50' 22" NB, 6° 7' 3" OL  | 529174 | Eese: historische tuin en parkaanleg        |
| Eese: St. Hubert                            | Bijgebouwen kastelen enz. | 1881                        |           | Van Karnebeeklaan 3  | 52° 50' 16" NB, 6° 6' 40" OL | 529175 | Upload foto                                 |
| Eese: De Oude Oost                          | Boerderij                 | 1880                        |           | Van Karnebeeklaan 5A | 52° 50' 18" NB, 6° 7' 1" OL  | 529176 | Upload foto                                 |
| Eese: Het Landhuis                          | Kasteel, buitenplaats     | 1917                        |           | Eese 7               | 52° 50' 11" NB, 6° 6' 54" OL | 529177 | Eese: Het Landhuis                          |
| Eese: rentmeesterswoning                    | Dienstwoning              | 1917                        |           | Van Karnebeeklaan 5  | 52° 50' 13" NB, 6° 6' 52" OL | 529178 | Upload foto                                 |
| Eese: koetshuis annex garage en paardenstal | Bijgebouwen kastelen enz. | 1917                        |           | Van Karnebeeklaan 7  | 52° 49' 56" NB, 6° 7' 16" OL | 529179 | Eese: koetshuis annex garage en paardenstal |
| Eese: grote Schuur                          | Boerderij                 | 1925                        |           | Van Karnebeeklaan 7A | 52° 50' 11" NB, 6° 6' 56" OL | 529180 | Upload foto                                 |
| Eese: schuur                                | Bijgebouwen kastelen enz. | 1917                        |           | Van Karnebeeklaan 5  | 52° 50' 13" NB, 6° 6' 52" OL | 530020 | Upload foto                                 |

## Giethoorn
De plaats Giethoorn telt 39 inschrijvingen in het rijksmonumentenregister. Zie Lijst van rijksmonumenten in Giethoorn voor een overzicht.

## IJsselham
De plaats IJsselham telt 1 inschrijving in het rijksmonumentenregister.
| Object                                                                                           | Oorspronkelijke functie? | Bouwjaar     | Architect | Locatie           | Coördinaten?                  | Nr.?  | Afbeelding        |
| ------------------------------------------------------------------------------------------------ | ------------------------ | ------------ | --------- | ----------------- | ----------------------------- | ----- | ----------------- |
| Mooi gelegen, het overgangsgebied tussen Friesland en Overijssel typerende, voormalige boerderij | Boerderij                | 18e-19e eeuw |           | IJsselhammerweg 4 | 52° 48' 47" NB, 5° 57' 16" OL | 47044 | Meer afbeeldingen |

## Kadoelen
De plaats Kadoelen telt 1 inschrijving in het rijksmonumentenregister.
| Object | Oorspronkelijke functie? | Bouwjaar | Architect | Locatie     | Coördinaten?                 | Nr.?  | Afbeelding        |
| --- | ------------------------ | -------- | --------- | ----------- | ---------------------------- | ----- | ----------------- |
| Boerderij Oud Schuilenburg. Boerderij met bakstenen stenen puntgevel met vlechtingen en schoorsteen in de top. Bedrijfsgedeelte met sterk omhooggebracht dak boven de zijbaander | Boerderij                |          |           | Kadoelen 25 | 52° 40' 11" NB, 6° 0' 14" OL | 10576 | Meer afbeeldingen |

## Kalenberg
De plaats Kalenberg telt 7 inschrijvingen in het rijksmonumentenregister.
| Object | Oorspronkelijke functie? | Bouwjaar  | Architect | Locatie     | Coördinaten?                  | Nr.?  | Afbeelding        |
| --- | ------------------------ | --------- | --------- | ----------- | ----------------------------- | ----- | ----------------- |
| Landarbeiderswoning onder rieten schilddak, dat aan de voorzijde aansluit tegen een puntgevel met houten voorschout. Stenen muur onder rieten zadeldak                                                                                              | Woonhuis                 | 19e eeuw  |           | Hoogeweg 1  | 52° 46' 57" NB, 5° 59' 0" OL  | 39896 | Meer afbeeldingen |
| Vervenershuisje, onder met riet gedekt dak met puntgevel, voorzien van voorschot en schoorsteen in de as, aan een der korte zijden. Vensters met zesruitsschuiframen                                                                                | Woonhuis                 | 19e eeuw  |           | Hoogeweg 2  | 52° 47' 4" NB, 5° 58' 52" OL  | 39891 | Meer afbeeldingen |
| Kleine boerderij, behorend tot het grondtastype in de Giethoornse vorm van de hallehuisgroep. Woonhuis onder rieten zadeldak met puntgevel, voorzien van houten voorschot. Stal, opgetrokken van gepotdekselde houten delen, onder rieten schilddak | Boerderij                | 1800-1850 |           | Hoogeweg 5  | 52° 47' 19" NB, 5° 58' 21" OL | 39897 | Meer afbeeldingen |
| Kleine boerderij, behorend tot het grondtastype in de Giethoornse vorm van de hallehuisgroep. Woonhuis onder rieten zadeldak met puntgevel, voorzien van voorschot. Stal onder rieten schilddak met uileborden                                      | Boerderij                | 1800-1850 |           | Hoogeweg 4  | 52° 47' 15" NB, 5° 58' 30" OL | 39898 | Meer afbeeldingen |
| Landarbeiderswoning onder rieten zadeldak, dat aan de achterzijde een dakschild met uilebord heeft. Voorgevel met houten voorschot | Woonhuis                 | 1800-1850 |           | Hoogeweg 6  | 52° 47' 23" NB, 5° 58' 14" OL | 39899 | Meer afbeeldingen |
| Landarbeiderswoning. Woonhuis met twee zesruitsschuiframen in de vensters. Voorschot. Stal gedeeltelijk van gepotdekselde houten delen | Woonhuis                 | 1800-1850 |           | Hoogeweg 8  | 52° 47' 20" NB, 5° 58' 23" OL | 39900 | Meer afbeeldingen |
| Landarbeiderswoning onder rieten zadeldak, dat aan de achterzijde een schild met uilebord bezit. Vensters met zesruitsschuiframen. Gepotdekselde houten schuur met riet schilddak                                                                   | Woonhuis                 | 19e eeuw  |           | Hoogeweg 20 | 52° 47' 38" NB, 5° 57' 37" OL | 39901 | Meer afbeeldingen |

## Kallenkote
De plaats Kallenkote telt 1 inschrijving in het rijksmonumentenregister.
| Object | Oorspronkelijke functie? | Bouwjaar  | Architect | Locatie       | Coördinaten?                 | Nr.?  | Afbeelding        |
| --- | ------------------------ | --------- | --------- | ------------- | ---------------------------- | ----- | ----------------- |
| Mooi noordwest-overijssels boerderijcomplex bestaande uit boerderij met dwarsdeel, twee schuren en een met zwerfkeitjes en klinkers bestraat gedeelte van het erf | Boerderij                | 1850-1900 |           | Kallenkote 25 | 52° 47' 37" NB, 6° 10' 1" OL | 46921 | Meer afbeeldingen |

## Kuinre
De plaats Kuinre telt 7 inschrijvingen in het rijksmonumentenregister.
| Object | Oorspronkelijke functie?  | Bouwjaar                          | Architect | Locatie                   | Coördinaten?                  | Nr.?   | Afbeelding                                                                                                |
| --- | ------------------------- | --------------------------------- | --------- | ------------------------- | ----------------------------- | ------ | --- |
| Hervormde Kerk | Kerk en kerkonderdeel     | 1678-'81 1844 (renov.)            |           | Henric de Cranestraat 41  | 52° 47' 19" NB, 5° 50' 23" OL | 39892  | Meer afbeeldingen                                                                                         |
| Raadhuis | Bestuursgebouw en onderdl | 1776                              |           | Henric de Cranestraat 38  | 52° 47' 22" NB, 5° 50' 25" OL | 39893  | Meer afbeeldingen                                                                                         |
| Huis met gerestaureerde bakstenen puntgevel met enkele trappen. Waterlijsten; zandstenen afdekplaten op de trappen. Uitgekraagde toppilaster op zandstenen consoles met engelenkopje | Werk-woonhuis             | 1649                              |           | Henric de Cranestraat 81  | 52° 47' 24" NB, 5° 50' 24" OL | 39894  | Meer afbeeldingen                                                                                         |
| Huis met gepleisterd puntgeveltje met ankers | Woonhuis                  | 1786                              |           | Henric de Cranestraat 83  | 52° 47' 24" NB, 5° 50' 24" OL | 39895  | Meer afbeeldingen                                                                                         |
| Houten ingenieurswoning onder met Hollandse pannen gedekt zadeldak | Woonhuis                  | ca. 1930 1940 of 1941 (plaatsing) |           | Burchtstraat 2            | 52° 47' 12" NB, 5° 50' 26" OL | 506463 | Houten ingenieurswoning onder met Hollandse pannen gedekt zadeldak                                        |
| Schuur in traditionele trant gebouwd als opslagloods voor de plaatselijke Coöperatieve Landbouwvereniging                                                                            | Opslag                    | ca. 1900                          |           | Henric de Cranestraat 24A | 52° 47' 20" NB, 5° 50' 25" OL | 506464 | Schuur in traditionele trant gebouwd als opslagloods voor de plaatselijke Coöperatieve Landbouwvereniging |
| Watertoren | Nutsbedrijf               | 1933                              |           | Bouwdijk 1                | 52° 47' 17" NB, 5° 50' 30" OL | 506466 | Meer afbeeldingen                                                                                         |

## Leeuwte
De plaats Leeuwte telt 2 inschrijvingen in het rijksmonumentenregister.
| Object | Oorspronkelijke functie? | Bouwjaar | Architect | Locatie    | Coördinaten?                 | Nr.?  | Afbeelding                                                   |
| --- | ------------------------ | -------- | --------- | ---------- | ---------------------------- | ----- | ------------------------------------------------------------ |
| Zeer oude boerderij met achterbaander naar de weg toegekeerd | Boerderij                |          |           | Leeuwte 43 |                              | 10579 | Zeer oude boerderij met achterbaander naar de weg toegekeerd |
| Boerderij met het bedrijfsgedeelte naar de weg toegekeerd. Twee zijbaanders, waarboven het dak hoog opgelicht is. De bescherming betreft slechts het hoofdgebouw (woonhuis met aangebouwde bedrijfsbebouwing) | Boerderij                |          |           | Leeuwte 51 | 52° 41' 30" NB, 5° 59' 7" OL | 10580 | Meer afbeeldingen                                            |

## Oldemarkt
De plaats Oldemarkt telt 4 inschrijvingen in het rijksmonumentenregister.
| Object                                                                      | Oorspronkelijke functie? | Bouwjaar                                       | Architect                                        | Locatie        | Coördinaten?                  | Nr.?   | Afbeelding        |
| --------------------------------------------------------------------------- | ------------------------ | ---------------------------------------------- | ------------------------------------------------ | -------------- | ----------------------------- | ------ | ----------------- |
| R.K. St.-Willibrorduskerk                                                   | Kerk en kerkonderdeel    | 1882-'83 1955 (rest.) 1993 (rest.)             | A. Tepe                                          | Hoofdstraat 92 | 52° 49' 19" NB, 5° 58' 23" OL | 39902  | Meer afbeeldingen |
| Pand met twee bakstenen trapgevels met zandstenen afdekkingen en waterlijst | Woonhuis                 | 1637                                           |                                                  | Hoofdstraat 96 | 52° 49' 20" NB, 5° 58' 23" OL | 39903  | Meer afbeeldingen |
| Hervormde kerk                                                              | Kerk en kerkonderdeel    | midden 15e eeuw 1850 (uitbr.) 1971-'73 (rest.) | mog. D. Lijsen (1850) H. van der Hoek (1971-'73) | Marktplein 7   | 52° 49' 18" NB, 5° 58' 18" OL | 39904  | Meer afbeeldingen |
| Veerhuis                                                                    | Transport                | 1821 1859 (verb.)                              |                                                  | 't Butent 8    | 52° 49' 24" NB, 5° 58' 14" OL | 506462 | Veerhuis          |

## Ossenzijl
De plaats Ossenzijl telt 1 inschrijving in het rijksmonumentenregister.
| Object                                                                                              | Oorspronkelijke functie? | Bouwjaar                            | Architect | Locatie        | Coördinaten?                  | Nr.?   | Afbeelding        |
| --------------------------------------------------------------------------------------------------- | ------------------------ | ----------------------------------- | --------- | -------------- | ----------------------------- | ------ | ----------------- |
| Gebouw van de Vrije Zendingsgemeente, beschermd vanwege het eenklaviersorgel van onbekende herkomst | Vanwege onderdelen kerk  | midden 18e eeuw (orgel) 1880 (pand) |           | Hoofdstraat 10 | 52° 48' 31" NB, 5° 55' 16" OL | 468534 | Meer afbeeldingen |

## Paasloo
De plaats Paasloo telt 3 inschrijvingen in het rijksmonumentenregister.
| Object | Oorspronkelijke functie?  | Bouwjaar                                                                                               | Architect                 | Locatie         | Coördinaten?                 | Nr.?   | Afbeelding |
| --- | ------------------------- | --- | ------------------------- | --------------- | ---------------------------- | ------ | --- |
| Vervenershuisje | Woonhuis                  | 1850-1870                                                                                              |                           | Spinnerslaan 17 | 52° 49' 13" NB, 6° 0' 53" OL | 506465 | Meer afbeeldingen |
| Hervormde kerk | Kerk en kerkonderdeel     | oorspr. middeleeuws verm. 1500-1525 (herb.) 17e eeuw (verb.) 1864 (herstel, torentje) 1953-'55 (rest.) | H.J. Meijerink (1953-'55) | Binnenweg 2     | 52° 48' 48" NB, 6° 0' 47" OL | 39905  | Meer afbeeldingen |
| Baarhuis en toegangshek op negentiende-eeuwse kerkhof, rondom de van oorsprong veertiende-eeuwse kerk (RM nr. 39905), die tegenwoordig wordt gebruikt door de Hervormde Gemeente | Begraafplaats en -onderdl | ca. 1890 (baarhuisje) late 19e eeuw (hek)                                                              |                           | Binnenweg 2     | 52° 48' 49" NB, 6° 0' 47" OL | 506467 | Baarhuis en toegangshek op negentiende-eeuwse kerkhof, rondom de van oorsprong veertiende-eeuwse kerk (RM nr. 39905), die tegenwoordig wordt gebruikt door de Hervormde Gemeente |

## Sint Jansklooster
De plaats Sint Jansklooster telt 2 inschrijvingen in het rijksmonumentenregister.
| Object        | Oorspronkelijke functie?  | Bouwjaar          | Architect | Locatie       | Coördinaten?                  | Nr.?   | Afbeelding        |
| ------------- | ------------------------- | ----------------- | --------- | ------------- | ----------------------------- | ------ | ----------------- |
| Monnikenmolen | Industrie- en poldermolen | 1857 1996 (rest.) |           | Molenstraat 1 | 52° 40' 36" NB, 5° 59' 49" OL | 462001 | Meer afbeeldingen |
| Watertoren    | Nutsbedrijf               | 1931              |           | Barsbeek 6    | 52° 40' 34" NB, 6° 0' 45" OL  | 507463 | Meer afbeeldingen |

## Steenwijk
De plaats Steenwijk telt 62 inschrijvingen in het rijksmonumentenregister. Zie Lijst van rijksmonumenten in Steenwijk voor een overzicht.

## Steenwijkerwold
De plaats Steenwijkerwold telt 4 inschrijvingen in het rijksmonumentenregister.
| Object                          | Oorspronkelijke functie?  | Bouwjaar                                                     | Architect                                           | Locatie            | Coördinaten?                 | Nr.?   | Afbeelding        |
| ------------------------------- | ------------------------- | ------------------------------------------------------------ | --------------------------------------------------- | ------------------ | ---------------------------- | ------ | ----------------- |
| Hervormde kerk                  | Kerk en kerkonderdeel     | 15e eeuw (in twee fasen) 19e eeuw (consistorie) 1958 (rest.) |                                                     | Oldemarktseweg 115 | 52° 48' 14" NB, 6° 3' 60" OL | 34606  | Meer afbeeldingen |
| Terrein waarin twee grafheuvels | Archeologisch monument    | Neolithicum en/of Bronstijd                                  |                                                     |                    | 52° 50' 7" NB, 6° 5' 38" OL  | 46051  | Upload foto       |
| Baarhuisje                      | Begraafplaats en -onderdl | ca. 1875                                                     |                                                     | Oldemarktseweg 94  | 52° 48' 14" NB, 6° 3' 58" OL | 508645 | Baarhuisje        |
| Watertoren                      | Nutsbedrijf               | 1931                                                         | Ingenieurs van de NV v/h Butzers Beton en Waterbouw | Oldemarktseweg 51  | 52° 47' 56" NB, 6° 4' 55" OL | 508646 | Meer afbeeldingen |

## Vollenhove
De plaats Vollenhove telt 53 inschrijvingen in het rijksmonumentenregister. Zie Lijst van rijksmonumenten in Vollenhove voor een overzicht.

## Wanneperveen
De plaats Wanneperveen telt 5 inschrijvingen in het rijksmonumentenregister.
| Object | Oorspronkelijke functie? | Bouwjaar | Architect | Locatie     | Coördinaten?                 | Nr.?   | Afbeelding        |
| --- | ------------------------ | --- | --------- | ----------- | ---------------------------- | ------ | ----------------- |
| Boerderij met stelpvormige schuur en dwars daarvoor gebouwd woonhuis, rechts onderkelderd en met pannen schilddak, voorzien van hoekschoorstenen | Boerderij                | 1781 (jaartalankers) |           | Veneweg 56  | 52° 42' 24" NB, 6° 8' 3" OL  | 10581  | Meer afbeeldingen |
| Schultehuis | Woonhuis                 | 1612 1922 (rest.) 1941 (rest.)                                                                                               |           | Veneweg 83  | 52° 42' 15" NB, 6° 7' 34" OL | 10582  | Meer afbeeldingen |
| Boerderij met zijbaander | Boerderij                | |           | Veneweg 141 | 52° 41' 55" NB, 6° 6' 33" OL | 10583  | Meer afbeeldingen |
| Nederlands-Hervormde Kerk met klokkenstoel | Kerk en kerkonderdeel    | 1502 1687 (herst.) 1743-'45 (zijbeuk, afgebroken in 1842) 1887-'88 (consistorie) 1951 (rest.) klokkenstoel: oorspr. 17e eeuw |           | Veneweg 188 | 52° 41' 57" NB, 6° 6' 32" OL | 10584  | Meer afbeeldingen |
| Nederland-Hervormde kerk, consistorie | Kerk en kerkonderdeel    | 1887-'88 |           | Veneweg 188 | 52° 41' 57" NB, 6° 6' 32" OL | 507464 | Meer afbeeldingen |

## Willemsoord
De plaats Willemsoord telt 2 inschrijvingen in het rijksmonumentenregister.
| Object                  | Oorspronkelijke functie? | Bouwjaar            | Architect | Locatie            | Coördinaten?                 | Nr.?   | Afbeelding        |
| ----------------------- | ------------------------ | ------------------- | --------- | ------------------ | ---------------------------- | ------ | ----------------- |
| Hervormde kerk          | Kerk en kerkonderdeel    | 1851 1898 (uitbouw) |           | Steenwijkerweg 159 | 52° 49' 29" NB, 6° 3' 47" OL | 413728 | Meer afbeeldingen |
| Kunstbunker van Paasloo | Bomvrij militair object  | 1942                |           | Paasloregel 77     | 52° 48' 45" NB, 6° 1' 47" OL | 508642 | Meer afbeeldingen |

## Zuurbeek
De plaats Zuurbeek telt 8 inschrijvingen in het rijksmonumentenregister.
| Object | Oorspronkelijke functie?  | Bouwjaar                                                              | Architect             | Locatie            | Coördinaten?                  | Nr.?   | Afbeelding        |
| --- | ------------------------- | --------------------------------------------------------------------- | --------------------- | ------------------ | ----------------------------- | ------ | ----------------- |
| Den Oldenhof | Kasteel, buitenplaats     | ca. 1635 18e eeuw (na 1776) (verb.) kort na 1833 (verb.) 1976 (rest.) | H.J. Meijerink (1976) | Oppen Swolle 7     | 52° 40' 13" NB, 5° 58' 51" OL | 401143 | Meer afbeeldingen |
| Den Oldenhof, park | Tuin, park en plantsoen   | ca. 1800 later in 19e eeuw heringericht                               |                       | bij Oppen Swolle 7 | 52° 40' 17" NB, 5° 58' 52" OL | 401144 | Meer afbeeldingen |
| Den Oldenhof, piedestals met leeuw met wapenschild Vollenhove | Straatmeubilair           | 18e eeuw                                                              |                       | bij Oppen Swolle 7 | 52° 40' 9" NB, 5° 58' 58" OL  | 401145 | Meer afbeeldingen |
| Den Oldenhof, toegangsbrug | Tuin, park en plantsoen   | 19e eeuw                                                              |                       | bij Oppen Swolle 7 | 52° 40' 9" NB, 5° 58' 58" OL  | 401146 | Meer afbeeldingen |
| Den Oldenhof, schuur | Bijgebouwen kastelen enz. | 19e eeuw                                                              |                       | bij Oppen Swolle 7 | 52° 40' 13" NB, 5° 58' 51" OL | 401147 | Meer afbeeldingen |
| Den Oldenhof, hoenderhok | Tuin, park en plantsoen   | begin 20e eeuw                                                        |                       | bij Oppen Swolle 7 | 52° 40' 9" NB, 5° 58' 58" OL  | 401148 | Upload foto       |
| Boerderij. Op L-vormige plattegrond, met aangebouwde schuur, gedekt door een met zwarte pannen belegde kap | Boerderij                 | 1788                                                                  |                       | Oppen Swolle 5     | 52° 40' 13" NB, 5° 58' 51" OL | 401149 | Meer afbeeldingen |
| Boerderij, bakhuisje | Boerderij                 | 19e eeuw                                                              |                       | bij Oppen Swolle 5 | 52° 40' 13" NB, 5° 58' 51" OL | 401151 | Meer afbeeldingen |
| Boerderij, houten kapschuur. Terzijde van de boerderij staat een open houten kapschuur, riet gedekt en met een sporenkap ter lengte van vier vakken. Het derde gebint heeft naast de beide korbelen een tweetal gordingschoren | Boerderij                 | 19e eeuw                                                              |                       | bij Oppen Swolle 5 | 52° 40' 13" NB, 5° 58' 51" OL | 401152 | Meer afbeeldingen |
| Den Oldenhof, toegangshek | Tuin, park en plantsoen   | 1826                                                                  |                       | bij Oppen Swolle 7 | 52° 40' 6" NB, 5° 58' 59" OL  | 401153 | Meer afbeeldingen |
| Den Oldenhof, duivenslag | Tuin, park en plantsoen   | verm. 19e eeuw                                                        |                       | bij Oppen Swolle 7 | 52° 40' 15" NB, 5° 58' 41" OL | 401154 | Meer afbeeldingen |

Almelo ·
Borne ·
Dalfsen ·
Deventer ·
Dinkelland ·
Enschede ·
Haaksbergen ·
Hardenberg ·
Hellendoorn ·
Hengelo ·
Hof van Twente ·
Kampen ·
Losser ·
Oldenzaal ·
Olst-Wijhe ·
Ommen ·
Raalte ·
Rijssen-Holten ·
Staphorst ·
Steenwijkerland ·
Tubbergen ·
Twenterand ·
Wierden ·
Zwartewaterland ·
Zwolle